# 女の歌
「女の歌」（おんなのうた）は伊藤咲子の23枚目のシングル。2010年12月8日リリース。

## 概要
- 伊藤咲子の25年ぶりのシングル。
- 作詞はテレビ番組で伊藤咲子のデビュー曲「ひまわり娘」を一緒に歌った一青窈。作曲は所属事務所社長の合田道人
- アイドル時代の伊藤咲子の曲とは違う大人の歌謡曲風ポップス。

## 収録曲
1. 女の歌
  - 作詞：一青窈
  - 作曲：合田道人
  - 編曲：川村栄二
2. ひまわり娘 with 音羽ゆりかご会
  - 作詞：阿久悠
  - 作曲：シュキ・レヴィ
  - 編曲：寺西誠

- さらに2曲とも (オリジナルカラオケ)、(ナレーション（妻吹俊哉)入りスペシャルカラオケ)を収録